# Thisayanvilai
Thisayanvilai (o Tisayanvillai) è una suddivisione dell'India, classificata come town panchayat, di 19.557 abitanti, situata nel distretto di Tirunelveli, nello stato federato del Tamil Nadu. In base al numero di abitanti la città rientra nella classe IV (da 10.000 a 19.999 persone).

## Geografia fisica
La città è situata a 08° 21' 02 N e 77° 51' 32 E.

## Società

### Evoluzione demografica
Al censimento del 2001 la popolazione di Thisayanvilai assommava a 19.557 persone, delle quali 9.440 maschi e 10.117 femmine. I bambini di età inferiore o uguale ai sei anni assommavano a 2.300, dei quali 1.158 maschi e 1.142 femmine. Infine, coloro che erano in grado di saper almeno leggere e scrivere erano 14.988, dei quali 7.631 maschi e 7.357 femmine.